# Mont Richard-Foy
Le mont Richard-Foy est un volcan de France, point culminant de l'île aux Cochons, dans l'archipel Crozet, avec 853 mètres d'altitude. Il porte le nom du lieutenant de vaisseau Frédéric Richard-Foy, commandant l'aviso de transport la Meurthe envoyé en 1887 à la recherche des naufragés du Tamaris.